# Mathias Bellintani de Salo
Mathias Bellintani de Salo, né à Gazzano (Italie) le 29 juin 1534 et mort à Brescia le 22 juillet 1611, est un religieux capucin, artisan de la Contre-Réforme. 
Théologien, prédicateur et auteur mystique, il a consolidé l'implantation de son ordre en France sous la dynastie des Valois, et marqué de son empreinte spirituelle les premiers capucins français et belges.

## Biographie

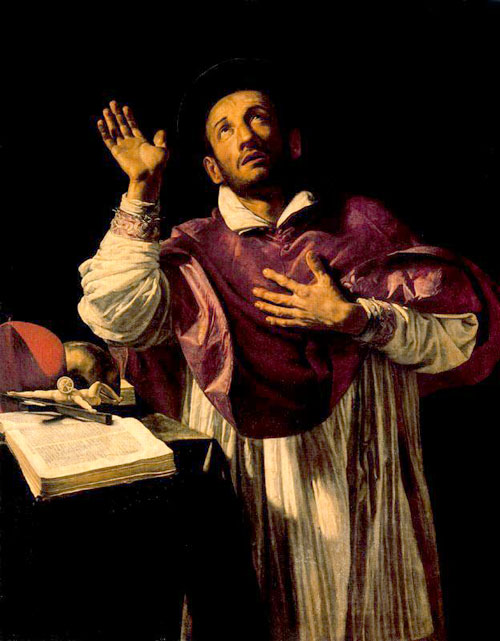
Charles Borromée, champion de la Contre-Réforme et ami de Bellitani (par Orazio Borgianni)

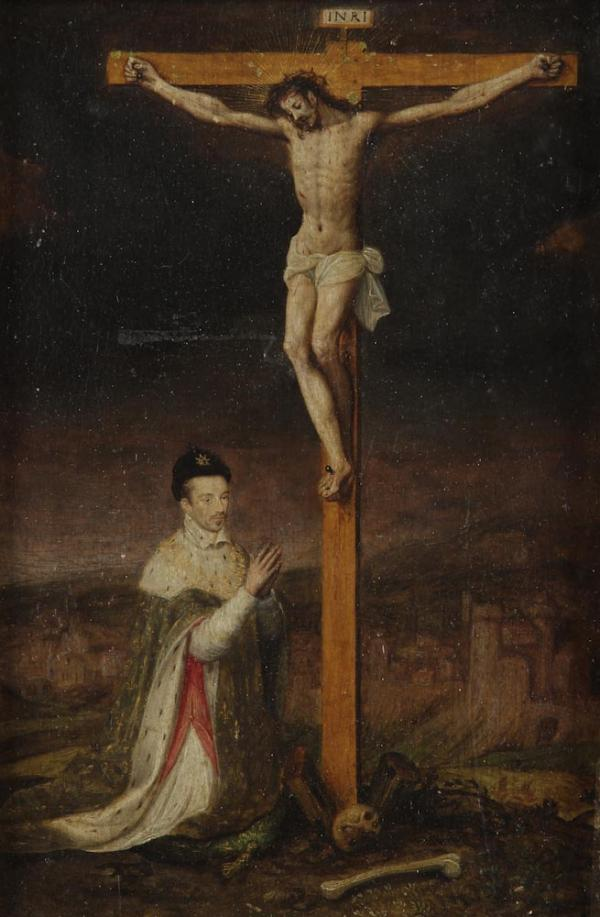
Le roi de France Henri III en prière (1580)

Paul Bellintani a vu le jour dans la région du lac de Garde, et passé son enfance à Salo, où il reçut la tonsure. À l'âge de quinze ans, il suit des cours de philosophie à Brescia, avant d'entrer, dans cette ville, au couvent des capucins de la Badia, le 4 octobre 1551, et d'y recevoir le nom de Matthias. Deux ans plus tard, il étudie la théologie au couvent généralice de Sant'Ephrem Vecchio (Naples), sous la férule du père Jérôme de Pistoie, scotiste. Pour des raisons de santé, c'est en Ombrie (à Rieti ou Foligno ?) qu'il poursuit ses études, puis à Rome, au couvent San Nicolo in Portis, sous la direction d'un autre scotiste, le père Jérôme de Montefiore. 
Ordonné prêtre en 1560, il enseigne la logique et ensuite la théologie, à Foligno (avant 1569), Pérouse (1567 et 1583), Brescia (1570), Bergame (de 1578 à 1582). Son enseignement révèle une pensée éclectique, nourrie de Duns Scot et de Thomas d'Aquin, avec de puissantes influences bonaventuriennes. Il aura pour élèves Paul de Césène (futur général de l'ordre) et Jérôme de Narni (orateur), et gagnera l'estime des cardinaux Robert Bellarmin, Paolo Emilio Sfondrati et Agostino Cusano. Parallèlement à cette carrière d'enseignant, il prêche partout en Italie, mais aussi à Paris, à Lyon, en Avignon et dans d'autres villes de France, ainsi qu'en Bohème et en Autriche. À cette occasion, il démontre sa profonde connaissance de l'Écriture sainte et des Pères de l'Eglise, et son zèle pour la vie spirituelle, spécialement à travers la propagation de la pratique des Quarante-Heures (exposition solennelle du Saint-Sacrement), dont il passe même pour l'inventeur, alors qu'il s'agit d'un autre capucin, Joseph de Ferno. 
Par ailleurs, il assume des charges importantes pour son ordre. Après avoir été, vers 1574, provincial de Milan, le chapitre général des capucins le nomme, en mai 1575, commissaire général pour la toute jeune province de France, en remplacement de Pacifique de San-Gervasio. Dès juillet, il se rend sur place, muni des instructions et recommandations de son ami, Charles Borromée. En France, où il restera jusqu'en avril 1578, il ne tarde pas à obtenir la confiance d'Henri III et de Catherine de Médicis, attirant ainsi la protection royale sur la nouvelle communauté qu'il représente. En 1602, il est envoyé en Bohème par saint Laurent de Brindes, avant d'être rappelé en Italie, en 1605. Il y mourra saintement, six ans plus tard, laissant une œuvre ascétique et historique assez considérable.

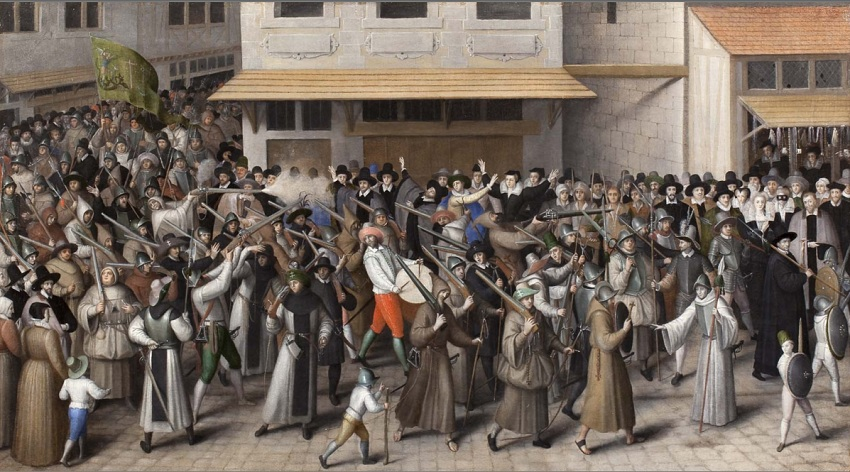
Procession de la Ligue : en première ligne, on reconnaît des capucins.

Son séjour en France mérite d'être détaillé. À la suite de l'entrevue avec Borromée, Bellintani, sur le chemin vers Paris, fonde des couvents en Savoie, à Chambéry et Saint-Jean-de-Maurienne. Ayant passé la frontière à Coignin, il se rend d'abord en Avignon, puis à Lyon, et prêche avec succès dans cette ville où des frères sont en train de construire un couvent. L'arrivée à Paris lui révèle toute la difficulté de sa position : l'Ordre y devait son implantation (à Paris, Meudon, Lyon et Avignon) au cardinal Charles de Lorraine, et les capucins français s'étaient d'ailleurs engagés dans la Ligue, mais le bon sens exigeait également de faire preuve de soumission à l'égard d'Henri III. Dès lors, Bellintani va user de diplomatie pour se concilier les bonnes grâces du roi et de l'évêque de Paris, lesquels, dès l'été 1576, lui donnent autorisation de fonder de nouveaux établissements. Étant donné les troubles créés par la rivalité entre catholiques et calvinistes, le commissaire général devra attendre l'automne 1577 pour mener à bien des fondations à Caen, Roanne et Champigny-sur-Veude. Entre-temps, comme il est aussi l'un des définiteurs de l'Ordre, Bellintani est rappelé à Rome : après avoir prêché le carême en Avignon, il embarque à Marseille pour la Ville éternelle, où Grégoire XIII le reçoit en audience au printemps 1577, et lui accorde la permission d'ériger des confréries du Saint-Sacrement en Savoie, Avignon, France et Flandre. Le pape lui confie également des lettres pour Henri III et Catherine de Médicis, qu'il remettra à leurs destinataires en juillet à Poitiers, avant de regagner Paris en octobre. La manière dont il s'acquitte de cette mission, lui attire la faveur du nonce Salviati, du Saint-Siège et de la cour de France. C'est ainsi que le roi en vient à s'inviter, certains jours, dans la communauté capucine de la rue Saint-Honoré, et à prier Bellintani de prêcher le carême à la paroisse royale de Saint-Germain-l'Auxerrois, où celui-ci érigera une confrérie du Saint-Sacrement, en réparation des profanations commises par les calvinistes. Le chapitre général de 1578 le contraint cependant à quitter définitivement la France.

## Spiritualité

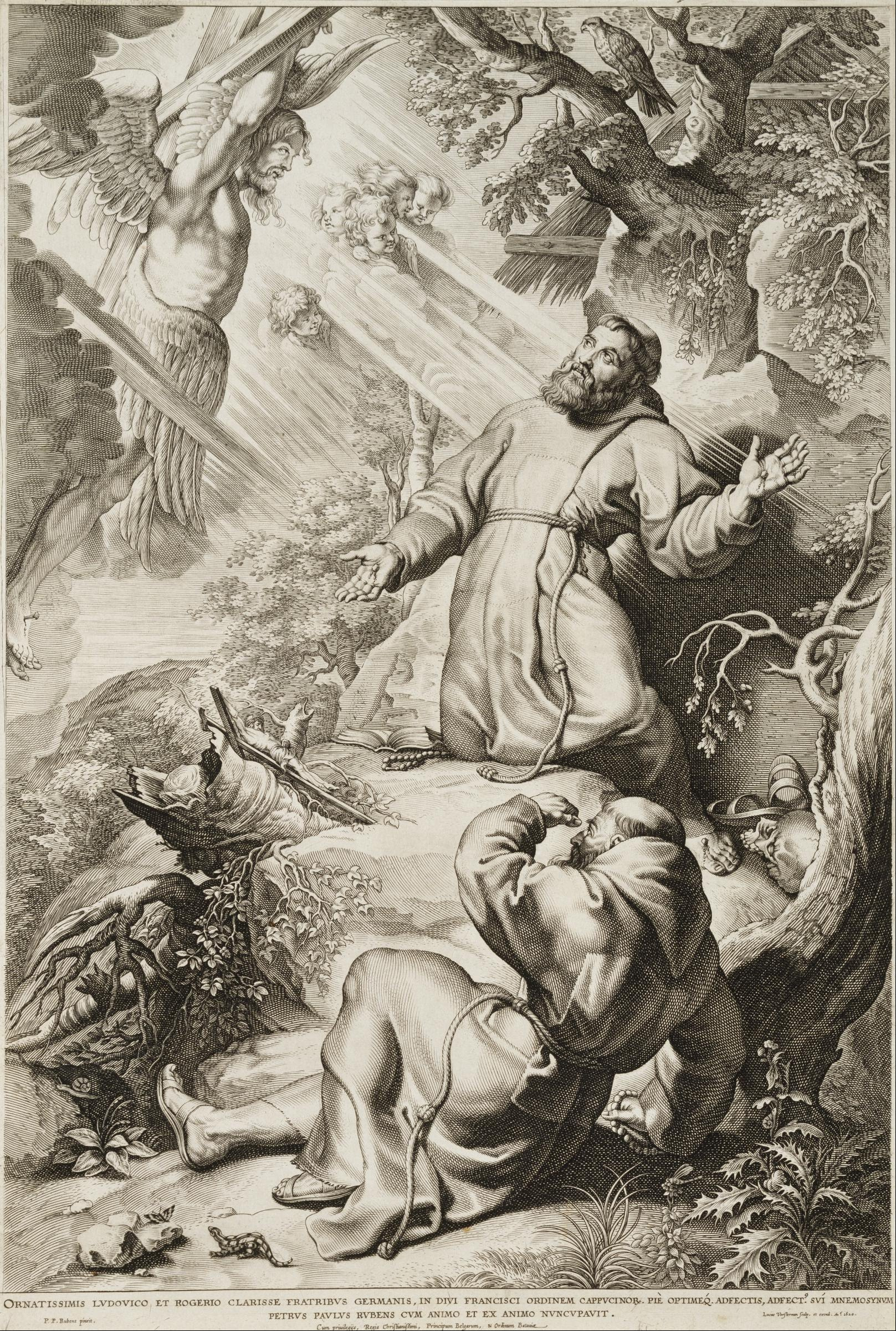
L'idéal séraphique de François d'Assise, ici en habit capucin (par Lucas Vorsterman)

### Un acteur de la Contre-Réforme
À de nombreux indices Bellintani peut être reconnu comme un artisan de la mise en pratique du concile de Trente : son enseignement, qui combine paradoxalement scotisme franciscain et thomisme officiel (soit les thèses opposées du volontarisme et de l'intellectualisme); la paraliturgie des Quarante-Heures, qui fait se succéder adoration du Saint-Sacrement, prédication et confessions, à savoir trois pratiques pastorales recommandées par le Concile ; le crédit qu'il s'est acquis chez des cardinaux proches de saint Philippe Néri (Agostino Cusano et Frédéric Borromée) ou du pouvoir pontifical (Bellarmin et Sfondrati); l'amitié de saint Charles Borromée, évêque modèle de la Contre-Réforme, qui lui passe d'ailleurs le mot d'ordre avant son séjour transalpin : il s'agit d'obtenir du roi l'application en France des décrets du Concile, et de combattre à tout prix l'influence des protestants. À ces objectifs, Bellintani ajoutera celui de la lutte contre la simonie.

### Un animateur de la vie spirituelle

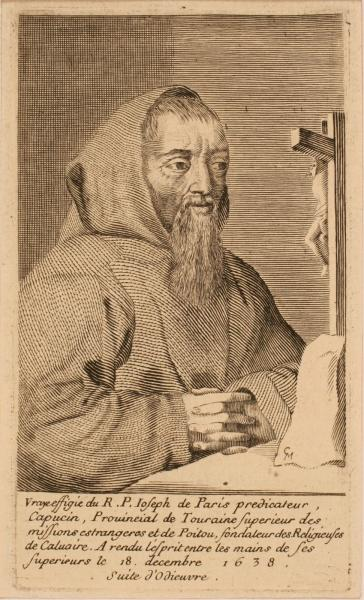
Un capucin français de la première heure : Joseph du Tremblay.

Les spécialistes s'accordent à voir en Bellintani un réformateur de la prédication : en chaire, son éloquence vibrante tire son inspiration de l'enseignement de saint Bonaventure, pour recentrer l'attention de l'auditoire sur l'explication de l'Écriture et les exigences de la vie intérieure. Soucieux de spiritualité, il répand à la cour de France le manuel ascétique qu'il a composé, et dont un exemplaire est remis à chaque novice français ou belge, selon le témoignage du capucin Joseph du Tremblay. 
Par l'intermédiaire des écrits de Bellintani sur l'oraison, la province capucine ne va pas tarder à connaître une efflorescence mystique, dont les œuvres de Constantin de Barbanson constitue un exemple frappant. Mais comment expliquer le caractère délibérément dyonisien de cette Mystique ? Outre l'influence de Julien de Camerino, successeur de Bellintani à la charge de maître des novices, et fervent admirateur d'Harphius, plusieurs motifs peuvent être invoqués : maintien d'une tradition nordique de contemplation théocentrique, face à un christocentrisme sudiste envahissant; assimilation de la via negativa à l'incorporation de la Passion du Christ; attrait pour la radicalité dans un ordre tourné vers l'érémitisme et soucieux de renouveler l'idéal séraphique, c'est-à-dire l'expérience contemplative de François d'Assise. À cet égard, on pourrait même parler d'une transposition dans le domaine spirituel, du joachimisme qui traverse les ouvrages que Bellintani a consacrés à l'histoire des capucins : l'eschatologie sur le point de se réaliser, que constitue l'utopie, aurait été alors intériorisée, de sorte aussi que la rénovation de la société passerait désormais par le perfectionnement spirituel de chacun. Sans compter la liberté que l'auteur du manuel abandonne, dans son exposé sur la méditation, aux initiatives de l'Esprit...

### L'auteur d'un manuel ascétique
La Pratica dell'Oratione mentale se présente comme un manuel dans lequel l'explication méthodique de l'oraison s'accompagne d'une distribution cyclique des sujets pour la méditation quotidienne. Ainsi, une première partie est consacrée à la méditation des attributs et bienfaits de Dieu, à la fin de l'homme, au motif scotiste de l'Incarnation, et enfin à la vie et à la Passion du Christ; une deuxième partie se concentre sur la Résurrection et l'Ascension, la fondation de l'Église et les sacrements; quant à la troisième et à la quatrième parties, elles traitent des fins dernières. Avec l'excellence de l'oraison, qu'il considère comme le moyen le plus court de parvenir à la perfection, l'auteur souligne que sa méthode peut être délaissée au profit de tout autre forme de méditation que Dieu lui suggère. Il prend donc ses distances par rapport aux cadres rigides de la Devotio moderna, et se montre proche d'auteurs franciscains espagnols comme Francisco de Osuna et Pierre d'Alcantara, avec lesquels il partage la volonté de mettre la méditation et l'oraison à la disposition du plus grand nombre, ainsi que l'indique le titre complet de son manuel. Dans l' Introduction à la vie dévote, saint François de Sales en recommandera d'ailleurs la lecture aux laïcs.

## Bibliographie

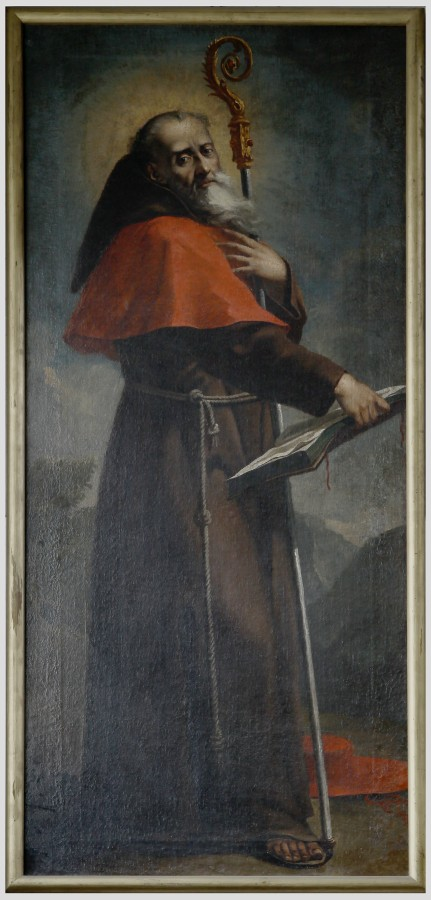
Saint Bonaventure, inspirateur de Bellintani; ici en habit capucin (par Claudio Ridolfi)

### Œuvres de Bellintani
- Pratica dell'Oratione mentale, opera molto utile per quelle divote persone, che desiderno occuparsi nell'Oratione con frutto e gusto (1re partie : Brescia 1573; 2e : Venise 1584; 3e et 4e : Venise, 1607)
- Teatro del Paradiso, ovvero della celeste gloria (Salo 1620)
- In sermones Seraphici Doctoris Bonaventurae et in Evangelio de tempore (Venise 1588)
- Ezagerazioni morali (Salo 1622)
- Quadragesimale Ambrosianum duplex (Lyon 1624)
- Delli dolori du Christo Signor Nostro (Bergame-Brescia 1597)
- Trattato della Santa oratione delle 40 Hore (Brescia 1583)
- Preparazione alla Sacrosanta Messa per celebrarla e ascoltarla con divoto sentimento. Con alcuni exerctitii appropiati alla vita, Passione e morte di Christo Signor nostro, e alle feste di qualche santi occorenti (Bologne 1610)
- Corone spirituali, per l'attentione al contemplare la Passione del Salvatore (Bologne 1570)
- Vita della Beata Angela da Dezengano
- Historia Capuccina che tratta dell'ultima e perfetta riforma della religione di S. Francesco
- Cronica dell'ultima et perfetta riforma della religione di S. Francesco

### Études sur Bellintani
- Umile da Genova, Bellintani, Matthias de Salo, in Dictionnaire de spiritualité ascétique et mystique, I, Paris, Beauchesne, 1937, p. 1355-1357.
- Cl.-Ch. Billot, Les capucins, une réforme franciscaine au XVIe siècle, Nantes-Blois, Éditions Siloë, 2001 (p. 125-134).